# Hollywood o morte!
Hollywood o morte! (Hollywood or Bust) è un film del 1956 interpretato dal duo Dean Martin e Jerry Lewis. Le riprese del film ebbero luogo dal 16 aprile al 19 giugno 1956 e la pellicola uscì nei cinema statunitensi il 6 dicembre dello stesso anno distribuita dalla Paramount Pictures. È stato l'ultimo film della coppia Martin & Lewis, la quale si sciolse poco più di un mese dopo la fine delle riprese.

## Trama
Malcolm Smith vince un'automobile nuova fiammante in una lotteria di paese. Steve Wiley, un imbroglione di New York, si procura una copia falsa del biglietto vincente e reclama anche lui il premio vinto da Smith. Il responsabile della lotteria li dichiara entrambi vincitori alla pari e dispone che si dividano l'auto tra di loro. Steve vorrebbe venderla, ma Malcolm vuole usarla per guidare fino a Hollywood e realizzare il suo sogno di incontrare l'attrice Anita Ekberg.
Steve millanta di conoscerla e accetta di recarsi a Hollywood con Malcolm, ma è in realtà segretamente intenzionato a rubare l'auto. Il piano si complica quando Malcolm decide di portare con sé il proprio cane, un bestione enorme di nome Lord Byron, che blocca sul nascere ogni tentativo di Steve di rubare la macchina.
Sulla strada, i due danno un passaggio a Terry, un'aspirante ballerina con un lavoro che l'attende a Las Vegas. Una volta arrivati, Malcolm dà nuovamente sfoggio della sua "buona sorte" vincendo 10.000 dollari al casinò. Inoltre, la donna dei suoi sogni, Anita Ekberg, alloggia nel loro stesso hotel e Malcolm finalmente si prepara ad incontrarla, con risultati esilaranti.
Intanto, Steve inizia a dimostrarsi meno cinico e non solo accetta di soggiornare con Malcolm a Hollywood, senza rubargli l'auto, ma si dimostra anche sentimentalmente attratto da Terry, e le si dichiara.
Malcolm smorza presto l'entusiasmo della compagnia dicendo che non gli è rimasto più nulla della vincita al casinò, avendo speso tutto il denaro per comprare un regalo per Anita. Steve decide di recuperare i soldi facendosi restituire il regalo da Anita e, insieme agli altri, si reca agli studi della Paramount Pictures per trovarla. Alla fine riescono ad incontrare l'attrice, e Anita accetta anche di restituire il regalo fattole, in cambio della promessa di poter utilizzare Lord Byron nel suo prossimo film.

## Accoglienza
Tra i film più ricordati di Jerry Lewis insieme al precedente Artisti e modelle del 1955, ancora con Dean Martin e a Il balio asciutto uscito nel 1958, dopo la separazione della coppia di comici, Hollywood o morte è un vero e proprio omaggio al cinema, sia per le citazioni di titoli di film che il comico declama con tutti i titoli di testa, sia per le fragilità del mondo di Hollywood, come quando la minuscola cagnolina di Anita Ekberg si innamora follemente del gigantesco cane di Jerry Lewis a tal punto che l'attrice chiede l'intervento di uno psichiatra per cani. Tra i film amatissimi in Francia, Emilio de Rossignoli dopo aver scritto «Jerry Lewis, sopravvalutato dalla critica francese» aggiunge, citando le opere degli anni Cinquanta, «Merito di Jerry Lewis è quello di aggiornare le sue gags con i tempi, tenendo d'occhio le problematiche d'oggi».

## Scioglimento del duo Martin & Lewis
Questo è stato l'ultimo film in cui Jerry Lewis e Dean Martin recitarono insieme. Poco più di un mese dopo la fine delle riprese infatti, il 25 luglio 1956, durante uno show al Copacabana di New York, i due annunciarono la loro separazione definitiva a dieci anni dalla nascita della coppia e dopo aver recitato insieme in ben 17 film. Tale scelta fu motivata dai ruoli sempre meno importanti che venivano assegnati a Dean Martin, circostanza che aveva iniziato a minare l'equilibrio della coppia. Molto imbarazzante era stata anche la pubblicazione di una loro fotografia sulla rivista Look Magazine nel 1954, dalla quale era stata tagliata la parte dove appariva Dean Martin. Secondo quanto affermato da Lewis nella sua autobiografia, lui e Dean non si rivolsero la parola fuori dal set per tutta la durata delle riprese. In aggiunta, Lewis ha affermato che Hollywood o morte! è l'unico tra i suoi film che non abbia mai voluto riguardare, perché troppo doloroso per lui.

## Citazioni
Nel film Il padrino (1972), la scena dello spogliarello a Las Vegas, inclusa una ripresa del palco del Sands Hotel in cui appaiono Martin e Lewis, fu presa da questo film.

## Produzione
- Anita Ekberg aveva già lavorato con Martin e Lewis nel 1955 in Artisti e modelle, e in seguito avrebbe recitato accanto a Martin nel film I quattro del Texas (1963) e con Lewis nel 1966 in Stazione luna.

- Il modello di automobile usato nel film è una Chrysler New Yorker convertible, modello la cui produzione inizio l'anno precedente alla realizzazione del film.